# Русанівське газове родовище
Русанівське газове родовище — належить до Талалаївсько-Рибальського нафтогазоносного району Східного нафтогазоносного регіону України.

## Опис
Розташоване в Сумській області на відстані 5 км від смт Липова Долина.
Знаходиться у півн. крайовій частині приосьової зони Дніпровсько-Донецької западини в межах Русанівсько-Марківської групи структур. Об'єкт являє собою структурний ніс, розчленований на окремі блоки, розміри продуктивного блоку 4,1х2,2 м. Об'єкт виявлений у 1979-80 рр. У 1986 р. з турнейських г.п. в інтервалі 4724-4738 м отримано фонтан газу дебітом 48 тис. м³/добу через 10-мм діафрагму.
Поклад пластовий, тектонічно екранований. Режим покладу газовий. Запаси початкові видобувні категорій А+В+С1 — 170 млн. м³ газу.